# Aléxis Alexandrís
Aléxis Alexandrís (en grec moderne : Αλέξης Αλεξανδρής), parfois appelé par erreur Alekos Alexandris, est un footballeur international grec, jouant au poste d'attaquant dans les années 1990 et 2000.

## Biographie
Alexandrís est un des plus grands buteurs de l'histoire du football grec. Il a disputé presque la totalité de sa carrière en Alpha Ethniki (la première division grecque), au sein de plusieurs clubs : le PAE Veria, l'AEK Athènes, l'Olympiakos, l'AEL Larissa et le GS Kallithea. Il obtient durant sa carrière 10 titres de champion de Grèce (3 avec l'AEK, 7 avec l'Olympiakos) et 4 titres de meilleur buteur du championnat. 
Il termine sa carrière au sein d'un club chypriote, promu en première division, l'APOP Kinyras Peyias FC, où il passe un an en tant qu'entraîneur-joueur. Malgré l'apport d'Alexandrís en termes d'expérience et d'efficacité (15 buts marqués sur les 35 de son équipe en 17 matchs !), le club est relégué dès la fin de la saison. Il entraîne ensuite pendant 6 mois (de février à juin 2008) le club grec de l'AO Kerkyra, en Beta Ethniki (2e division), mais manque le pari de faire remonter le club parmi l'élite.
En équipe nationale, il compte 42 sélections, pour 10 buts. Alexandrís a connu sa première sélection le 27 mars 1991, contre le Maroc, à Rabat (0-0). Il a fait partie du groupe qui a participé à la Coupe du monde 1994, où la Grèce a été éliminé dès le premier tour, en perdant tous ses matchs sans marquer aucun but.

## Palmarès

### Collectif
- 10 championnats de Grèce : 1992, 1993, 1994 (avec l'AEK Athènes), 1997, 1998, 1999, 2000, 2001, 2002, 2003 (avec l'Olympiakos)
- 1 Coupe de Grèce : 1999 (avec l'Olympiakos)

### Individuel
- 4 titres de meilleur buteur d'Alpha Ethniki : 1994, 1997, 2001, 2002
- 1 titre de meilleur footballeur grec de l'année : 2001